# Gallerian, Halmstad
Gallerian är en handelsbyggnad i centrala Halmstad belägen vid Stora torgs östra sida där den upptar större delen av kvarteret Klingberget. Den invigdes 1966 som ett Domusvaruhus drivet av Konsum Halmstad. Huset ansluter i söder till Sparbankshuset som ingår i samma fastighet, Klingberget 6.

## Historik

### Domus

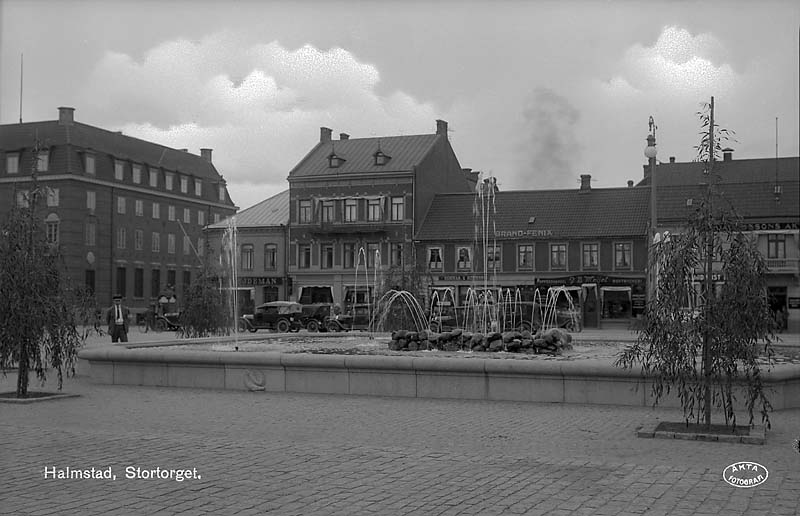
Byggnaderna i mitten revs för att göra plats för Domus.

Innan Domushuset byggdes fanns på platsen flera tomter med blandad bebyggelse. Dessa byggnader revs våren 1964. Det nya varuhuset byggdes av Skånska Cementgjuteriet. Huset ritades av Folke Löfberg vid KF:s arkitektkontor.
Domus och dess restaurang invigdes den 30 mars 1966. Varuhuset hade 150 anställda, varav några bemannade de sexton kassorna som var av en ny typ som skulle vara mer ergonomisk.
År 1970 renoverades och blev 450 kvadratmeter större. Nyöppningen skedde den 22 oktober 1970. År 1978 hade man byggt om igen, men nyöppning i mars 1978.
I september 1986 meddelade Konsum Halmstad att Domus andra våning skulle läggas ner och personalstyrkan minskas medan bottenplanet skulle fokusera på livsmedel. Domus gick då med förlust och andra våningen hade länge varit synnerligen olönsam. Man meddelade samtidigt att fastigheten skulle säljas och i februari 1987 meddelades det att Apoteksbolagets pensionsstiftelse blev köparen. Domus Livs bytte snart namn till Konsum City. Fyra Kök (den tidigare Domusrestaurangen) lades ner i januari 1989.

### Mittpunkten
Inför att Konsum Halmstad skulle öppna en Obs-stormarknad vid Eurostop drog man ner ytterligare på Konsum City och efter något år hade man lagt ner helt. Istället öppnade Gulins och Lindex i huset.
Pensionsstiftelsen genomförde en omfattande ombyggnad av fastigheten. Man byggde ett tredje våningsplan med kontorslokaler som stod klart 1989 varpå man även gjorde om andra våningen till kontor. En överglasad gård öppnades upp mitt i fastigheten. Arkitekt var Eino Björk vid Axel Carlssons arkitektkontor. I samband med detta fick byggnaden namnet Mittpunkten. Utöver Gulins och Lindex var Apoteket Vakteln en tidig hyresgäst.
År 1995 sålde pensionsstiftelsen fastigheten till Skanska. Fastigheten tillhörde senare Fem Hjärtan som år 2005 blev norskägt.

### Gallerian
Runt år 2008 bytte Mittpunkten namn till Gallerian i samband med en ombyggnad.
År 2017 sålde Fem Hjärtan byggnaden till Hemfosa Fastigheter. Senare blev Nyfosa fastighetens ägare.
Bland större hyresgäster kan nämnas Clas Ohlson som 2011 flyttade till Gallerian från Combihuset. Clas Ohlson stängde 2024.